# Arterias digitales plantares propias
Las arterias digitales plantares propias son arterias del pie. Se originan como ramas de las arterias digitales plantares comunes. No presentan ramas.

## Distribución
Se distribuyen hacia los dedos de los pies.